# Wilson-Primzahl
Wilson-Primzahlen (nach Sir John Wilson) sind Primzahlen {\displaystyle p}, für die gilt, dass {\displaystyle (p-1)!+1} durch {\displaystyle p^{2}} teilbar ist. Es handelt sich dabei um eine stärkere Form des Satzes von Wilson. Bisher sind nur die Wilson-Primzahlen 5, 13 und 563 bekannt.

## Definition
Zur Notation siehe Fakultät, Teilbarkeit und Kongruenz
Der Satz von Wilson besagt, dass {\displaystyle (p-1)!+1} genau dann durch {\displaystyle p} teilbar ist, wenn {\displaystyle p} eine Primzahl ist. Für jede Primzahl {\displaystyle p} gilt also:
{\displaystyle p\mid (p-1)!+1}
Als Kongruenz lässt sich dies wie folgt beschreiben:
{\displaystyle (p-1)!\equiv -1{\pmod {p}}}
oder
{\displaystyle (p-1)!+1\equiv 0{\pmod {p}}}
Das ganzzahlige Ergebnis der Division
{\displaystyle {\frac {(p-1)!+1}{p}}}
wird in diesem Zusammenhang auch als Wilson-Quotient {\displaystyle W(p)} bezeichnet (Folge A007619 in OEIS).
Eine Wilson-Primzahl ist nun jede Primzahl {\displaystyle p}, die darüber hinaus sogar Teiler „ihres“ Wilson-Quotienten ist (und den Satz von Wilson damit quasi zweimal erfüllt).

### Beweis
Ohne Beschränkung der Allgemeinheit sei {\displaystyle n>2}
- {\displaystyle n} ist {\displaystyle prim\Rightarrow (n-1)!\equiv -1\mod n}

{\displaystyle \forall a\in \mathbb {Z} _{n}^{*}} hat {\displaystyle ax\equiv 1\mod n} eine eindeutige Lösung {\displaystyle a^{-1}\mod n}
{\displaystyle a^{2}\equiv 1\Leftrightarrow (a-1)(a+1)=y\cdot n\Leftrightarrow (a\equiv 1\mod n} oder {\displaystyle -1\mod n)}
{\displaystyle (n-1)!\equiv (n-1)\equiv -1\mod n}
- {\displaystyle (n-1)!\equiv -1\mod n} {\displaystyle \Rightarrow n} ist {\displaystyle {\text{prim}}}

Annahme: {\displaystyle n=a\cdot b,a,b>1}
{\displaystyle a{\text{ teilt }}(n-1)!} mit {\displaystyle (n-1)!\equiv -1\mod n\Rightarrow a{\text{ teilt }}n-1}
Widerspruch: {\displaystyle a} kann nicht gleichzeitig {\displaystyle n} und {\displaystyle n-1} teilen

### Beispiel
Die Zahl {\displaystyle p=13} ist ein Teiler von {\displaystyle (p-1)!+1}:
{\displaystyle {\frac {(13-1)!+1}{13}}={\frac {479.001.600+1}{13}}=36.846.277}
Also ist {\displaystyle p=13} wegen des Satzes von Wilson eine Primzahl. Da sie ebenfalls ein Teiler des entsprechenden Wilson-Quotienten ist (36.846.277 {\displaystyle :} 13 = 2.834.329), ist sie sogar eine Wilson-Primzahl.
Die wiederholte Teilung entspricht der Division durch das Quadrat der Ausgangszahl. Analog zum Satz von Wilson gilt daher, dass jede Primzahl {\displaystyle p} genau dann eine Wilson-Primzahl ist, wenn:
{\displaystyle p^{2}\mid (p-1)!+1}
Beziehungsweise:
{\displaystyle (p-1)!\equiv -1{\pmod {p^{2}}}}
oder
{\displaystyle {\frac {(p-1)!+1}{p}}=W(p)\equiv 0{\pmod {p}}}

## Vorkommen
Bisher sind nur die Wilson-Primzahlen 5, 13 und 563 bekannt (Folge A007540 in OEIS). Sollten weitere Wilson-Primzahlen existieren, so sind sie größer als {\displaystyle 2\cdot 10^{13}}. Es wird vermutet, dass unendlich viele Wilson-Primzahlen existieren, und zwar etwa {\displaystyle \ln(\ln(y)/\ln(x))} zwischen {\displaystyle x} und {\displaystyle y}.

## Verallgemeinerungen

### Wilson-Primzahlen der Ordnungn
Die Verallgemeinerung des Satzes von Wilson besagt, dass eine natürliche Zahl {\displaystyle p\in \mathbb {N} } genau dann eine Primzahl ist, wenn für alle {\displaystyle 1\leq n\leq p} gilt:
{\displaystyle (n-1)!\cdot (p-n)!\equiv (-1)^{n}{\pmod {p}}}
Es ist {\displaystyle p} also eine Primzahl, wenn {\displaystyle {\frac {(n-1)!\cdot (p-n)!-(-1)^{n}}{p}}} ganzzahlig ist.
Eine verallgemeinerte Wilson-Primzahl der Ordnung n ist eine Primzahl {\displaystyle p}, für welche gilt:
{\displaystyle p^{2}} ist Teiler von {\displaystyle (n-1)!\cdot (p-n)!-(-1)^{n}} mit {\displaystyle n\geq 1}, {\displaystyle p\geq n}
Es ist {\displaystyle p} also eine verallgemeinerte Wilson-Primzahl der Ordnung n, wenn {\displaystyle {\frac {(n-1)!\cdot (p-n)!-(-1)^{n}}{p^{2}}}} ganzzahlig ist.
Als Kongruenz lässt sich dies wie folgt beschreiben:
{\displaystyle (n-1)!\cdot (p-n)!\equiv (-1)^{n}{\pmod {p^{2}}}}
oder
{\displaystyle (n-1)!\cdot (p-n)!-(-1)^{n}\equiv 0{\pmod {p^{2}}}}
Es wird vermutet, dass es für jede natürliche Zahl {\displaystyle n} unendlich viele verallgemeinerte Wilson-Primzahlen der Ordnung {\displaystyle n} gibt.

### Beispiel
Sei {\displaystyle p=17\in \mathbb {P} } eine Primzahl und {\displaystyle n=7}. Die Quadratzahl {\displaystyle p^{2}=17^{2}=289} ist ein Teiler von {\displaystyle (n-1)!\cdot (p-n)!-(-1)^{n}=6!\cdot (p-7)!+1}:
{\displaystyle {\frac {6!\cdot (17-7)!+1}{17^{2}}}={\frac {720\cdot 3628800+1}{289}}={\frac {2612736001}{289}}=9040609}
Also ist {\displaystyle p=17} ein Teiler des entsprechenden verallgemeinerten Wilson-Quotienten und ist deswegen eine verallgemeinerte Wilson-Primzahl der Ordnung {\displaystyle n=7}.
Der folgenden Tabelle kann man die verallgemeinerten Wilson-Primzahlen der Ordnung {\displaystyle n} entnehmen für {\displaystyle 1\leq n\leq 30}:
| {\displaystyle n} | {\displaystyle (n-1)!\cdot (p-n)!-(-1)^{n}} | Primzahl {\displaystyle p}, sodass {\displaystyle p^{2}} Teiler von {\displaystyle (n-1)!\cdot (p-n)!-(-1)^{n}} ist | OEIS-Link               |
| ----------------- | ------------------------------------------- | --- | ----------------------- |
| 1                 | {\displaystyle (p-1)!+1}                    | 5, 13, 563 … | (Folge A007540 in OEIS) |
| 2                 | {\displaystyle (p-2)!-1}                    | 2, 3, 11, 107, 4931 …                                                                                               | (Folge A079853 in OEIS) |
| 3                 | {\displaystyle 2!\cdot (p-3)!+1}            | 7 … |                         |
| 4                 | {\displaystyle 3!\cdot (p-4)!-1}            | 10429 … |                         |
| 5                 | {\displaystyle 4!\cdot (p-5)!+1}            | 5, 7, 47 … |                         |
| 6                 | {\displaystyle 5!\cdot (p-6)!-1}            | 11 … |                         |
| 7                 | {\displaystyle 6!\cdot (p-7)!+1}            | 17 … |                         |
| 8                 | {\displaystyle 7!\cdot (p-8)!-1}            | … |                         |
| 9                 | {\displaystyle 8!\cdot (p-9)!+1}            | 541 … |                         |
| 10                | {\displaystyle 9!\cdot (p-10)!-1}           | 11, 1109 … |                         |
| 11                | {\displaystyle 10!\cdot (p-11)!+1}          | 17, 2713 … |                         |
| 12                | {\displaystyle 11!\cdot (p-12)!-1}          | … |                         |
| 13                | {\displaystyle 12!\cdot (p-13)!+1}          | 13 … |                         |
| 14                | {\displaystyle 13!\cdot (p-14)!-1}          | … |                         |
| 15                | {\displaystyle 14!\cdot (p-15)!+1}          | 349, 41341 … |                         |

| {\displaystyle n} | {\displaystyle (n-1)!\cdot (p-n)!-(-1)^{n}} | Primzahl {\displaystyle p}, sodass {\displaystyle p^{2}} Teiler von {\displaystyle (n-1)!\cdot (p-n)!-(-1)^{n}} ist | OEIS-Link               |
| ----------------- | ------------------------------------------- | --- | ----------------------- |
| 16                | {\displaystyle 15!\cdot (p-16)!-1}          | 31 … |                         |
| 17                | {\displaystyle 16!\cdot (p-17)!+1}          | 61, 251, 479 … | (Folge A152413 in OEIS) |
| 18                | {\displaystyle 17!\cdot (p-18)!-1}          | 13151527 … |                         |
| 19                | {\displaystyle 18!\cdot (p-19)!+1}          | 71, 621629 … |                         |
| 20                | {\displaystyle 19!\cdot (p-20)!-1}          | 59, 499, 43223 … |                         |
| 21                | {\displaystyle 20!\cdot (p-21)!+1}          | 217369 … |                         |
| 22                | {\displaystyle 21!\cdot (p-22)!-1}          | … |                         |
| 23                | {\displaystyle 22!\cdot (p-23)!+1}          | … |                         |
| 24                | {\displaystyle 23!\cdot (p-24)!-1}          | 47, 3163 … |                         |
| 25                | {\displaystyle 24!\cdot (p-25)!+1}          | … |                         |
| 26                | {\displaystyle 25!\cdot (p-26)!-1}          | 97579 … |                         |
| 27                | {\displaystyle 26!\cdot (p-27)!+1}          | 53 … |                         |
| 28                | {\displaystyle 27!\cdot (p-28)!-1}          | 347, 739399 … |                         |
| 29                | {\displaystyle 28!\cdot (p-29)!+1}          | … |                         |
| 30                | {\displaystyle 29!\cdot (p-30)!-1}          | 137, 1109, 5179 …                                                                                                   |                         |

Die kleinsten verallgemeinerten Wilson-Primzahlen der Ordnung {\displaystyle n} lauten (bei aufsteigendem {\displaystyle n=1,2,3,\ldots }):
5, 2, 7, 10429, 5, 11, 17 … (Folge A128666 in OEIS)
Schon die nächste verallgemeinerte Wilson-Primzahl der Ordnung {\displaystyle n=8} ist nicht bekannt, muss aber größer als {\displaystyle 1{,}4\cdot 10^{7}} sein.

### Fast-Wilson-Primzahlen
Eine Primzahl {\displaystyle p\in \mathbb {P} }, welche die Kongruenz
{\displaystyle (p-1)!\equiv -1+Bp{\pmod {p^{2}}}} mit betragsmäßig kleinem {\displaystyle |B|}
erfüllt, nennt man Fast-Wilson-Primzahl (englisch Near-Wilson primes).
Ist {\displaystyle B=0}, so erhält man {\displaystyle (p-1)!\equiv -1{\pmod {p^{2}}}} und erhält die Wilson-Primzahlen.
Der folgenden Tabelle kann man alle solche Fast-Wilson-Primzahlen entnehmen für {\displaystyle |B|\leq 100} mit {\displaystyle 10^{6}<p<4\cdot 10^{11}}:
| {\displaystyle p} | {\displaystyle B} |
| ----------------- | ----------------- |
| 1282279           | +20               |
| 1306817           | −30               |
| 1308491           | −55               |
| 1433813           | −32               |
| 1638347           | −45               |
| 1640147           | −88               |
| 1647931           | +14               |
| 1666403           | +99               |
| 1750901           | +34               |
| 1851953           | −50               |
| 2031053           | −18               |
| 2278343           | +21               |
| 2313083           | +15               |
| 2695933           | −73               |
| 3640753           | +69               |
| 3677071           | −32               |

| {\displaystyle p} | {\displaystyle B} |
| ----------------- | ----------------- |
| 3764437           | −99               |
| 3958621           | +75               |
| 5062469           | +39               |
| 5063803           | +40               |
| 6331519           | +91               |
| 6706067           | +45               |
| 7392257           | +40               |
| 8315831           | +3                |
| 8871167           | −85               |
| 9278443           | −75               |
| 9615329           | +27               |
| 9756727           | +23               |
| 10746881          | −7                |
| 11465149          | −62               |
| 11512541          | −26               |
| 11892977          | −7                |

| {\displaystyle p} | {\displaystyle B} |
| ----------------- | ----------------- |
| 12632117          | −27               |
| 12893203          | −53               |
| 14296621          | +2                |
| 16711069          | +95               |
| 16738091          | +58               |
| 17879887          | +63               |
| 19344553          | −93               |
| 19365641          | +75               |
| 20951477          | +25               |
| 20972977          | +58               |
| 21561013          | −90               |
| 23818681          | +23               |
| 27783521          | −51               |
| 27812887          | +21               |
| 29085907          | +9                |
| 29327513          | +13               |

| {\displaystyle p} | {\displaystyle B} |
| ----------------- | ----------------- |
| 30959321          | +24               |
| 33187157          | +60               |
| 33968041          | +12               |
| 39198017          | −7                |
| 45920923          | −63               |
| 51802061          | +4                |
| 53188379          | −54               |
| 56151923          | −1                |
| 57526411          | −66               |
| 64197799          | +13               |
| 72818227          | −27               |
| 87467099          | −2                |
| 91926437          | −32               |
| 92191909          | +94               |
| 93445061          | −30               |
| 93559087          | −3                |

| {\displaystyle p} | {\displaystyle B} |
| ----------------- | ----------------- |
| 94510219          | −69               |
| 101710369         | −70               |
| 111310567         | +22               |
| 117385529         | −43               |
| 176779259         | +56               |
| 212911781         | −92               |
| 216331463         | −36               |
| 253512533         | +25               |
| 282361201         | +24               |
| 327357841         | −62               |
| 411237857         | −84               |
| 479163953         | −50               |
| 757362197         | −28               |
| 824846833         | +60               |
| 866006431         | −81               |
| 1227886151        | −51               |

| {\displaystyle p} | {\displaystyle B} |
| ----------------- | ----------------- |
| 1527857939        | −19               |
| 1636804231        | +64               |
| 1686290297        | +18               |
| 1767839071        | +8                |
| 1913042311        | −65               |
| 1987272877        | +5                |
| 2100839597        | −34               |
| 2312420701        | −78               |
| 2476913683        | +94               |
| 3542985241        | −74               |
| 4036677373        | −5                |
| 4271431471        | +83               |
| 4296847931        | +41               |
| 5087988391        | +51               |
| 5127702389        | +50               |
| 7973760941        | +76               |

| {\displaystyle p} | {\displaystyle B} |
| ----------------- | ----------------- |
| 9965682053        | −18               |
| 10242692519       | −97               |
| 11355061259       | −45               |
| 11774118061       | −1                |
| 12896325149       | +86               |
| 13286279999       | +52               |
| 20042556601       | +27               |
| 21950810731       | +93               |
| 23607097193       | +97               |
| 24664241321       | +46               |
| 28737804211       | −58               |
| 35525054743       | +26               |
| 41659815553       | +55               |
| 42647052491       | +10               |
| 44034466379       | +39               |
| 60373446719       | −48               |

| {\displaystyle p} | {\displaystyle B} |
| ----------------- | ----------------- |
| 64643245189       | −21               |
| 66966581777       | +91               |
| 67133912011       | +9                |
| 80248324571       | +46               |
| 80908082573       | −20               |
| 100660783343      | +87               |
| 112825721339      | +70               |
| 231939720421      | +41               |
| 258818504023      | +4                |
| 260584487287      | −52               |
| 265784418461      | −78               |
| 298114694431      | +82               |

### Wilson-Zahlen
Eine Wilson-Zahl ist eine natürliche Zahl {\displaystyle n}, für welche gilt:
{\displaystyle W(n)\equiv 0{\pmod {n^{2}}}}, mit {\displaystyle W(n)=\prod _{\stackrel {1\leq k\leq n}{\operatorname {ggT} (k,n)=1}}{k}+e}
Dabei ist {\displaystyle e=1} genau dann, wenn {\displaystyle n} eine Primitivwurzel hat, sonst ist {\displaystyle e=-1}.
Für jede natürliche Zahl {\displaystyle n} ist {\displaystyle W(n)} durch {\displaystyle n} teilbar. Den Quotienten {\displaystyle {\frac {W(n)}{n}}} nennt man verallgemeinerter Wilson-Quotient. Die ersten verallgemeinerte Wilson-Quotienten lauten:
2, 1, 1, 1, 5, 1, 103, 13, 249, 19, 329891, 32, 36846277, 1379, 59793, 126689, 1230752346353, 4727, 336967037143579, 436486, 2252263619, 56815333, 48869596859895986087, 1549256, 1654529071288638505 (Folge A157249 in OEIS)
Ist der verallgemeinerte Wilson-Quotient durch {\displaystyle n} teilbar, erhält man eine Wilson-Zahl. Diese lauten:
1, 5, 13, 563, 5971, 558771, 1964215, 8121909, 12326713, 23025711, 26921605, 341569806, 399292158 (Folge A157250 in OEIS)
Wenn eine Wilson-Zahl {\displaystyle n} prim ist, dann ist {\displaystyle n} eine Wilson-Primzahl. Es gibt 13 Wilson-Zahlen für {\displaystyle n<5\cdot 10^{8}}.